# N. I. Apostolescu
N. I. Apostolescu (nume întreg: Nicolae I. Apostolescu, n. 4 mai 1876, Alexandria — d. 2 noiembrie 1918, Pitești) a fost un istoric literar comparatist român, doctor la Sorbona în 1909 cu două teze, publicate în același an la Paris, prefațate de Émile Faguet: L’Influence des romantiques français sur la poésie roumaine și L’Ancienne versification roumaine.
Născut la Alexandria, a ajuns în 1891, odată cu mutarea întregii familii, la București, unde își va continua studiile liceale și va urma Facultatea de Litere și Filozofie, obținând, în 1899, licența în științe filologice (cu mențiunea magna cum laude). La universitatea bucureșteană i-a avut ca profesori pe B.P. Hasdeu, Titu Maiorescu, Gr. Tocilescu, Ion Bianu și alții. La 9 februarie 1899, este numit profesor secundar la Liceul „I.C. Brătianu” din Pitești, unde va rămâne până la sfârșitul vieții. În 1905, luând parte la un concurs inițiat de Ministerul Instrucțiunii Publice, câștigă o bursă de studii la Paris, pentru a urma cursuri de semantică și literatură comparată.
Este unul dintre primii comparatiști ai literaturii române și este recunoscut drept unul dintre cei mai buni specialiști ai noștri în problemele versificației. Deși era îndreptățit, prin activitatea și competența sa multilaterală, să primească o catedră universitară (în domeniul istoriei literaturii române și al esteticii literare), aceasta nu i-a fost încredințată decât în 1918, la Universitatea din Iași, cu puțină vreme înainte de a muri, pe neașteptate, din cauza unei pleurezii.
A scris o Istorie a literaturii române moderne cu volumele I (perioada dintre 1821-1866) și II (perioada dintre 1866-1900), publicată între 1913-1916.